# Campeonato manomanista 1944
La III edición del Campeonato manomanista, máxima competición de pelota vasca en la variante de pelota mano profesional de primera categoría, se disputó en el año 1944, organizada por la Federación Española de Pelota Vasca.
En esta ocasión aumentó el número de inscritos hasta 16 pelotaris. Para el desarrollo del campeonato se formaron dos grupos, uno de aspirantes, con un total de 10, y otro de ases, con 6 pelotaris. Los dos primeros del grupo de aspirantes, Cortabitarte y Zurdo de Mondragón, pasaron a formar parte del grupo de ases. Este grupo de aspirantes finales a la txapela, a su vez se subdividió en dos grupos, en los que eran cabezas de serie Atano VII y Gallastegui. Los dos primeros de estos grupos, Atano VII y Felipe, disputaban la semifinal, esperando al ganador de la misma el vigente campeón Atano III.
Al clasificarse nuevamente Atano VII para la semifinal, se decidió que no se disputara la final, jugándose el título a dos partidos: la semifinal en la que Atano VII venció a Felipe y la final en la que su hermano y defensor del título Atano III ganó de nuevo a Felipe. El tanteo de ambos partidos dilucidaron que, Atano III fuera el campeón, Atano VII fuese declarado subcampeón, y Felipe tercer clasificado.

## Pelotaris
| - Pelotaris (Grupo de aspirantes): - Lazcano - Cortabitarte - Txikito de Mallavia - Zurdo de Mondragón - Chara - Akarregi - Bolinaga - Etxabe V - Aramburu - Mondragonés II | - Pelotaris (Grupo de ases): - Atano VII - Gallastegui - Txikito de Iraeta - Onaindia - Ubilla I - Felipe |

## 1º partido de la final
| Frontón          | Rojo      | Azul   | Tanteo |
| ---------------- | --------- | ------ | ------ |
| Beotibar, Tolosa | Atano VII | Felipe | 22-15  |

## 2º partido de la final
| Frontón y localidad | Rojo      | Azul   | Tanteo |
| ------------------- | --------- | ------ | ------ |
| Deportivo, Bilbao   | Atano III | Felipe | 22-08  |